# Stadtbahn di Bochum e Gelsenkirchen
La Stadtbahn di Bochum e Gelsenkirchen è un sistema di trasporto sito nella parte centrale della conurbazione della Ruhr, in Germania.
La rete serve principalmente le città di Bochum e Gelsenkirchen, ma anche le città confinanti di Hattingen, Herne e Witten; inoltre vi sono punti di contatto con la Stadtbahn di Essen.
La Stadtbahn di Bochum e Gelsenkirchen è gestita dalla Bochum-Gelsenkirchener Straßenbahn AG (BOGESTRA), mentre il sistema tariffario è integrato nel consorzio trasportistico Verkehrsverbund Rhein-Ruhr (VRR).

## Rete
La rete comprende una linea di Stadtbahn propriamente detta (numerata U35), quasi interamente sotterranea, che attraversa la città di Bochum da sud a nord raggiungendo il capolinea di Herne, e sei linee tranviarie, anch'esse con diverse tratte sotterranee nei centri di Bochum e Gelsenkirchen.
Le linee tranviarie sono a scartamento metrico, la Stadtbahn U35 è invece a scartamento ordinario.

### Linee
La rete è composta da una linea di Stadtbahn propriamente detta (numerata U 35) e da nove linee tranviarie con alcune tratte sotterranee.
- U 35 Schloß Strünkede - Hustadt (TQ)
- 301 Essener Straße - Gelsenkirchen Hauptbahnhof
- 302 Buer Rathaus - S Bochum-Langendreer
- 305 Höntrop Kirche - S Bochum-Langendreer
- 306 Wanne-Eickel Hauptbahnhof - Bochum Hauptbahnhof
- 308 Hattingen Mitte - Schürbankstraße
- 309 Papenholz - Heven Dorf
- 310 Höntrop Kirche - Heven Dorf
- 316 Wanne-Eickel Hauptbahnhof - Heinrichstraße
- 318 Bochum-Dahlhausen - Schürbankstraße

### Fonti
- (DE) Robert Schwandl, Schwandl’s Tram Atlas Deutschland, 2ª ed., Robert Schwandl Verlag, 2009,  pp. 40-43, ISBN 978-3-936573-09-1.

### Testi di approfondimento
- (DE) Fritz D. Kegel, U-Bahnen in Deutschland. Planung Bau Betrieb, Düsseldorf, Alba Buchverlag, 1971,  p. 74, ISBN non esistente.